# 八洞神仙
八洞神仙，是中国神话中八个仙洞里所居住的八位神仙。“八洞”主要是指道教神仙所居住的八个洞天，分为上八洞、中八洞及下八洞，总共三八二十四洞神仙。
小说《西游记》中七仙女提到蟠桃会所宴请的八洞神仙为“上八洞三清四帝，太乙天仙等众；中八洞玉皇九垒，海岳神仙；下八洞幽冥教主，注世地仙”。说明上八洞仙人为天仙（在天庭拥有官职的仙人）、中八洞仙人为神仙、下八洞仙人为地仙。而在《神仙济世良方》下卷中提到上八洞位于蓬莱山，是天仙所居之处；中八洞位于甘肃地界的鹤冈山，是赤脚等散仙（在天庭没有官职的仙人）所居之处；下八洞位于西方地界的鹤鹤山，乃地仙所居之处。
上中下八洞中各有一个位居第八位的女仙。她们是骊山老母、何仙姑和麻姑，分别代表女性一生的三个面相：老婆婆、妇人、少女。在各类传说中，何仙姑同时还兼具仙女、道姑和女巫这三种身份。《何仙姑宝卷》上卷中提到王母娘娘在举办蟠桃会时，她们好代表上中下八洞神仙到王母圣前敬酒。
《何仙姑宝卷》下卷中有描述上中下八洞女仙的句子：
第八位神仙老道姑，手持寶劍駕雲霧，腰中藏天書，神通世上無，那神仙他是個驪山母。
第八位神仙女中無，人人說他有丈夫，是非終日有，不聽自然無，肩桃笊籬，腰掛葫蘆，齊主合日請，騎鸞送壽來，那神仙他是個何仙姑。
有一位神仙不嫁夫，酒色財氣一概無，手捧長壽酒，祝壽萬千秋，那神仙他是個麻姑仙。
在民间，自八仙出现以后又有文人觉得还不够热闹，于是又凑出了另外两组八仙，分成上、中、下八仙。早在元代就已有“上八仙”的说法，指的就是吕洞宾、铁拐李这组八仙。到了清代，普遍又将此八仙列为“中八仙”，而增出上、下八仙。关于各八仙的名字下记参照。

## 上八仙
- 清代文献《何仙姑宝卷》：福星、禄星、寿星、张仙、东方朔、陈抟、彭祖、骊山老母
- 清代文献《八仙上寿宝卷》：寿星、王母、观音、斗姆、驪山老母、圣母娘、金刀娘（原文缺一）
- 鼓词《孙悟空大闹蟠桃会》：东方朔、李大仙、王禅、王敖、毛遂、白猿、二郎神
- 太平歌词《蟠桃会》：东方朔、长眉李大仙、王禅、王敖、金眼毛遂、小白猿、二郎爷、李太白
- 沪剧《庵堂相会》：南极仙翁、麻姑、东方朔、鬼谷子、张仙、王母娘娘、陈抟、梨山老母[6]
- 东北萨满二神唱词：东方朔、长眉李大仙、南极子、陈抟、王禅、王敖、孙膑、杨二郎、孙悟空[7] / 东方朔、长眉李大仙、王禅、王敖、孙膑、杨二郎、小白猿、陈抟[8] / 东方朔、长眉李大仙、南极仙翁、王禅、王敖、太白金星、陈抟、小白猿[9]

## 中八仙
- 張果老、鐵柺李、鍾離權、呂洞賓、韓湘子、何仙姑、藍采和、曹國舅

## 下八仙
- 明代无名氏杂剧《贺升平群仙庆寿》：王乔、陈戚子、徐神翁、刘伶、陈抟、毕卓、任风子、刘海蟾
- 清代文献《何仙姑宝卷》：广成子、鬼谷子、孙膑、刘海、和合二仙、李八百、麻姑
- 清代文献《八仙上寿宝卷》：张仙、刘伯温、诸葛亮、苗光裕、徐茂公、鲁宁秀、牛郎、织女
- 鼓词《孙悟空大闹蟠桃会》：罗圣主、张仙、鲁班、张千、李万、刘海、刘伶、杜康
- 太平歌词《蟠桃会》：罗圣祖、张仙、鲁班、刘伶、杜康、和合二仙、刘海
- 东北萨满二神唱词：罗圣主、张千、鲁班、和合二仙、刘海、刘伶、杜康[10][11][12]